# Taphozous mauritianus
Il pipistrello delle tombe di Mauritius (Taphozous mauritianus  E.Geoffroy, 1818) è un pipistrello della famiglia dei Emballonuridi diffuso in Africa.

## Descrizione

### Dimensioni
Pipistrello di medie dimensioni, con la lunghezza della testa e del corpo tra 75 e 93 mm, la lunghezza dell'avambraccio tra 58 e 66 mm, la lunghezza della coda tra 13 e 28 mm, la lunghezza del piede tra 9 e 14 mm, la lunghezza delle orecchie tra 12 e 23 mm e un peso fino a 34 g.

### Aspetto
La pelliccia è corta e lucida. Il colore delle parti dorsali è grigio brizzolato, dovuto alla colorazione dei singoli peli, che sono marroni alla base, grigi nella parte centrale e bianchi in punta. Le parti ventrali sono interamente bianche. Le orecchie sono corte, erette, triangolari e con la punta arrotondata. Il trago è corto, ovale e con i margini quasi paralleli. Il muso è privo di peli, mentre le narici non si proiettano oltre la mandibola. Le membrane alari sono semi-trasparenti, biancastre e attaccate posteriormente lungo le anche. Una macchia indefinita brunastra è presente sulla prima falange del terzo dito. Gli occhi sono relativamente grandi. Una sacca golare è presente nei maschi adulti, mentre nelle femmine è sostituita da una piega cutanea. Da essa fuoriesce una secrezione odorosa utilizzata prevalentemente per attrarre le femmine ma anche per segnare il territorio. Sono inoltre presenti delle sacche ghiandolari vicino all'avambraccio. Un tubercolo largo circa 1 mm è presente sulla pianta dei piedi. L'uropatagio è ricoperto di corti peli grigiastri. La coda fuoriesce dall'uropatagio a circa metà della sua lunghezza. Il cariotipo è 2n=42 FNa=64.

### Ecolocazione
Emette ultrasuoni sotto forma di impulsi di durata intermedia, a banda stretta e frequenza quasi costante con massima energia a 25,9±0,9 kHz. Oltre alla fondamentale sono presenti anche due armoniche.

## Biologia

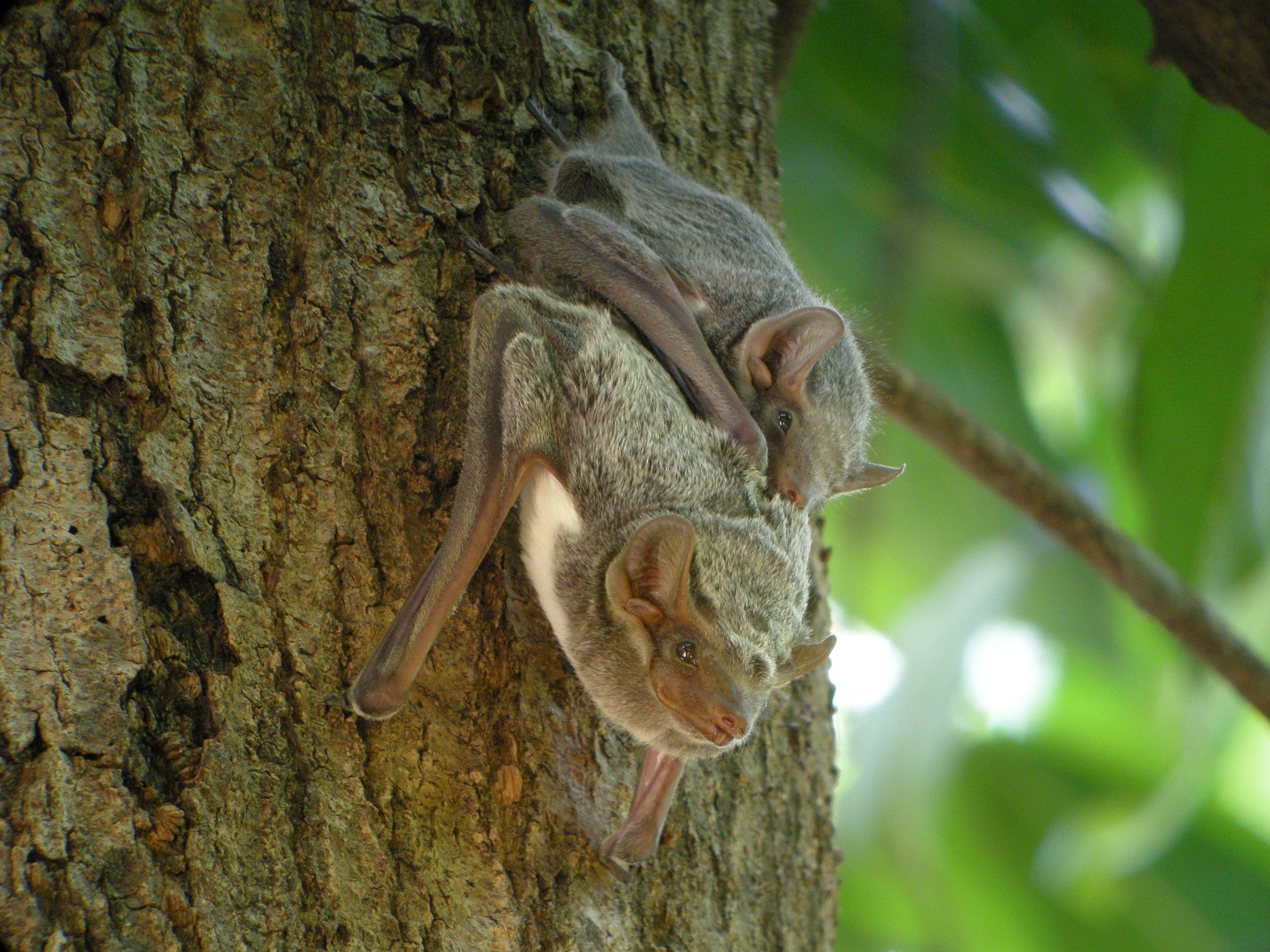
Coppia su di un albero nel Madagascar

### Comportamento
Si rifugia in diversi luoghi, inclusi pareti rocciose, tronchi d'alberi e cavità nei muri. Solitamente assume una caratteristica posizione a testa in giù. Le femmine formano colonie tra 2 e 5 individui, mentre i maschi riposano singolarmente e separati dalle femmine. Si dispongo solitamente in file di individui separati l'uno dall'altro di circa 10–15 cm eccetto le coppie madre e figlio. Quando un membro del gruppo si aggrega, diversi individui della colonia emettono un penetrante suono composto da tre sillabe ad intervalli di 2-3 secondi. L'attività predatoria inizia al calare del buio, sebbene sia vigile anche durante il giorno. Dopo 3 ore di intensa attività, alterna lunghi riposi a brevi voli.

### Alimentazione
Si nutre di insetti volanti come lepidotteri, isotteri e coleotteri, catturati in volo in zone aperte. Caccia in prossimità dei rifugi.

### Riproduzione
Sono stati registrati differenti cicli riproduttivi all'interno dell'areale. In Sudafrica le femmine partoriscono due volte l'anno, tra ottobre e dicembre e tra febbraio e marzo. Nel Malawi le nascite avvengono tra novembre e dicembre e tra marzo ed aprile, mentre nello Zimbabwe sono state osservate femmine gravide in febbraio e insieme a dei piccoli in ottobre. In Congo i parti avvengono tra aprile e maggio. Danno alla luce un piccolo alla volta.

## Distribuzione e habitat
Questa specie è ampiamente diffusa nell'Africa subsahariana, dal Ghana alla Somalia sud-occidentale ad ovest, fino al Sudafrica nord-orientale a sud. È inoltre presente in Madagascar, Mauritius, Riunione, Isola di Assumption, Aldabra, São Tomé e Príncipe e Bioko. Sono presenti delle popolazioni isolate nel Senegal centro-occidentale e in Liberia.
Vive in ambienti aperti come savane alberate e boschi fino a 900 metri di altitudine. Evita le zone interne delle foreste. Poiché è presente in aree con precipitazioni annue superiori a 500 mm è probabilmente dipendente da grosse fonti d'acqua o foreste ripariali. Sulle isole di São Tomé e Príncipe si trova anche nelle piantagioni di cacao. Tende a rifugiarsi vicino agli insediamenti umani e preferisce edifici abitati piuttosto che abbandonati o in costruzione.

## Conservazione
La IUCN Red List, considerato il vasto areale, la tolleranza alle modifiche ambientali e la popolazione presumibilmente numerosa, classifica T.mauritianus come specie a rischio minimo (Least Concern)).